# Жуль-Крофорд Зілбер
Жуль-Крофорд Зілбер — німецький шпигун часів Першої світової війни. У вересні 1914 року приїхав до Великої Британії з США через Канаду. При цьому мав документ, який засвідчував його діяльність на користь англійців за часів англо-бурської війни. Тут він влаштувався у бюро цензури. Зілбер не мав мережі працював один, підтримуючі відносини з Центром особисто. Робота цензором дозволяла перечитувати листування, а отриманні відомості надсилати до Німеччини із поміткою «Військова цензура дивилася». Зілбер практично ніколи не використовував одну і ту ж адресу двічі. Зільбер як агент німецької розвідки активно працював до кінця війни, після чого спокійно повернувся до Німеччини. Тут він написав свої спогади.